# Frank Claus

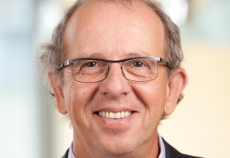
Frank Claus

Frank Claus (* 1955 in Bad Oeynhausen) ist ein deutscher Chemiker und Buchautor.

## Werdegang
Claus studierte an der Universität Dortmund (heute: Technische Universität Dortmund) von 1974 bis 1980 Chemie und beendete seine Promotion 1983. Bereits zu diesem Zeitpunkt beschäftigte er sich mit Umweltschutz und Schadstoffen. Gemeinsam mit Rainer Grießhammer und Fritz Vahrenholt veröffentlichte er beispielsweise 1984 das Werk „Formaldehyd - eine Nation wird geleimt“. Im Laufe seiner Forschungen blieben Schadstoffe im Alltag, am Arbeitsplatz oder etwa in Spielzeug ein wichtiges Thema. 1985 erhielt Claus einen Lehrauftrag in Dortmund. Der Fachbereich Raumplanung an der Universität Dortmund suchte damals einen Chemiker. Denn Altlasten und Verseuchungen von Böden waren auch Themen der Raumplaner. Claus setzte konsequent auf Transparenz, band auch Umweltschützer bei seinen Arbeiten ein – was mittlerweile gängige Praxis, Mitte der 1980er Jahre allerdings ein Novum war. Seit Ende der 1990er Jahre publiziert Claus vor allem im Bereich Kommunikation und Mediation durch Dialog.
1988 hörte  Claus einen Mediator aus den USA, der seine damals in Deutschland noch unbekannte Arbeitsweise vorstellte. Daraus entstand die Idee, ein eigenes Unternehmen zu gründen. 1991 nahm die IKU GmbH ihre Arbeit auf, 1990 hatte Claus sein Engagement an der Universität Dortmund beendet. Seitdem arbeitet er vor allem an Strategien, um Konflikte zu bewältigen.

## Publikationen
- Formaldehyd – Eine Nation wird geleimt mit Rainer Grießhammer und Fritz Vahrenholt, rororo aktuell, Reinbek 1984, ISBN 3-499-15543-5
- Schadwirkungen von Chemikalien und Schwermetallen mit Henning Friege und Rainer Grießhammer in: Fischer-Öko-Almanach 84/85, Fischer, Frankfurt 1984, ISBN 3-596-24093-X.
- Chemie im Haushalt, Katalyse Umweltgruppe, Bund für Umwelt und Naturschutz, Verein für Umwelt und Arbeitsschutz, Rowohlt, Reinbek 1984, ISBN 3-498-05008-7.
- Die tückische Hypothek – Chemiepolitik für Schwermetalle mit Henning Friege und Ulrich Kost, Verlag C. F. Müller, Karlsruhe 1985, ISBN 3-7880-7250-4.
- Chemie im Kinderzimmer mit Hannelore Friege und Marigret D’Haese, Rowohlt, Reinbek 1986, ISBN 3-498-02052-8.
- Chemie am Arbeitsplatz – Gefährliche Arbeitsstoffe, Berufskrankheiten und Auswege, Katalyse, Bund, Öko-Institut, ULF, Rowohlt, Reinbek 1987, ISBN 3-499-15990-2.
- Chemie für wen? Chemiepolitik statt Chemieskandale mit Henning Friege, Rowohlt, Reinbek 1988, ISBN 3-499-12238-3.
- Es geht auch ohne PVC, Einsatz, Entsorgung, Ersatz – Ein Ratgeber mit Henning Friege und Dieter Gremler, Rasch und Röhring, Hamburg, 1990 ISBN 3-89136-296-X.
- Sanierungsplanung – Grundsätze und Verfahren zur Ermittlung von Sanierungszielen unter Mitwirkung der Bürger in: Rosenkranz, Einsele, Harreß: Bodenschutz, Ergänzbares Handbuch der Maßnahmen und Empfehlungen für Schutz, Pflege und Sanierung von Böden, Landschaften und Grundwasser, 1. Lieferung XI/88, Nr. 6420, Berlin, 1988 ISBN 3-503-02718-1.
- Perspektiven des Altlastenproblems – Ohne Vorsorge ein Dauerbrenner in: Edmund Brandt: Altlasten, 2. Auflage, Blottner, Taunusstein 1990, ISBN 3-89367-014-9.
- Altlasten im Park – nichts für die Öffentlichkeit?, in K. M. Schmalz und S. Müller (Hg.): Internationale Bauausstellung Emscherpark – Ein Balanceakt zwischen sozialer Gerechtigkeit und 2/3-Gesellschaft.
- Umweltkonflikte – Vermittlungsverfahren zu ihrer Lösung, Praxisberichte mit Peter M. Wiedemann, Blottner, Taunusstein 1994, ISBN 3-89367-039-4.
- Überblick über alternative Verfahren der Konfliktmittlung – Neun Fragen zu den Perspektiven in Deutschland in: Katharina Holzinger und Helmut Weidner (Hg.): Alternative Konfliktregelungsverfahren bei der Planung und Implementation großtechnischer Anlagen. Dokumentation der Statuskonferenz vom 17./18. November 1995 am WZB; Schriften zu Mediationsverfahren im Umweltschutz Nr. 15; Berlin 1996.
- Meditationsverfahren in der umweltpolitischen Praxis der Bundesrepublik Deutschland in Hermann Bartmann und Klaus Dieter John: Kooperative Umweltpolitik, Chemnitzer Studien Band 1, Shaker, Aachen 1999, ISBN 3-8265-5898-7.
- Kooperative Leitbildentwicklung für die Hansestadt Lübeck in ZKM – Zeitschrift für Konfliktmanagement 5, 231–234, Schmidt, Köln 2000, ISSN 1439-2127.